# Nicolas-Jean Boulay
Jean Nicolas Boulay (o Nicolas-Jean Boulay) (Vagney, Departamento de Vosgos, 11 de junio de 1837 - Lille, Departamento del Norte, 19 de octubre de 1905) fue un abate , botánico, briólogo, arqueólogo francés.

## Biografía
Nicolas-Jean Boulay nació en una familia profundamente cristiana. Muy pronto se sintió atraído tanto por el estudio de la naturaleza como por la fe, comenzando sus estudios eclesiásticos en el Seminario Mayor de Saint-Dié-des-Vosges, habiendo estudiado el género de zarzas, considerado difícil, con el consejo útil del botánico Dominique Alexandre Godron (1807-1880), y también de la fitogeografía, el estudio de los fósiles, y de la briología.
El 25 de mayo de 1861, fue ordenado sacerdote, y nombrado vicario en Rambervillers. Continuó trabajando en paralelo sobre la flora de la región de los Vosgos y publicando en 1864 sus observaciones sobre las zarzas en ese ámbito, seguido dos años después por sus primeros escritos sobre fitogeografía.
En 1865, el abate fue llamado a enseñar ciencias en el Seminario Mayor de Saint Dié. Con método, organizó su empleo del tiempo entre su fe, su nuevo papel como maestro y el trabajo científico de alta calidad ya reconocido por sus colegas. Sin embargo, el padre Boulay sintió cada vez más cerca la falta de apoyo de la jerarquía de la iglesia a sus actividades científicas. Por lo tanto, con el incentivo del Padre d'Alzon, no dudó en ir a una universidad católica fundada en el Mediodía francés. Si bien ese proyecto de universidad falló, se trasladó dos años como profesor de física al Colegio de la Asunción Nîmes, a continuación, rompió de nuevo con sus superiores reacios a la botánica, e entra a la Escuela Belzunce en Marsella por un año, pasando con éxito la licencia necesaria en ciencias naturales.
En 1875, gracias a su notoriedad científica, el abate Boulay fue nombrado profesor de botánica en la Universidad católica de Lille de nueva creación. Al año siguiente ganó el título de Doctorado en Ciencias Naturales, gracias a dos tesis, una sobre Principes de la distribution des Mousses en France, y la otra sobre el Terrain houiller du Nord de la France et ses végétaux fossiles.
Pasó sus últimas tres décadas de vida a la docencia en botánica, la investigación naturalista (taxonomía) y a la fitogeografía del género Rubus, de los musgos y de las plantas fósiles) y a la defensa de determinados valores religiosos a través de muchos escritos.

## Algunas publicaciones
- 1864 – Sur les Rubus des Vosges in Bull. Soc. Bot. Fr., 11 : 234-236. Version numérique sur Botanicus.
- 1864-1869 – Ronces Vosgiennes. 7 fascicules. Rambervillers (1864-1866) et Saint-Dié (1867-1869)
- 1866 – Notice sur la Géographie botanique des environs de Saint-Dié. en Internet Archive. Reeditó Kessinger Publ. LLC, 2010. 20 pp. ISBN 1160209685
- 1869 – Goethe et la Science de la nature. Ed. Le Roux. 119 pp.
- 1870 – Le terrain houiller du Nord de la France
- 1871 – De la distribution géographique des Mousses dans les Vosges et le Jura in Bull. Soc. Bot. Fr., 18 : 178-188, 213-222. en Botanicus
- 1871 – Lettre à M. le Secrétaire général de la SBF in Bull. Soc. Bot. Fr., 18 : 92. en Botanicus
- 1872 – Flore cryptogamique de l'Est : Muscinées. Savy, Paris. 880 pp. en Internet Archive. Reeditó Nabu Press, 2010. 862 pp. ISBN 1149986948
- 1873-1894, con la collaboration de Brochon E.H., Bouvet G., Corbière L., Cornet J.B., Durand T.A., Elmqvist F., Feuilleaubois, Focke W.O., Foucaud J., Friderichsen K., Gelert O., Gillot F.-X., Harmand J., Lefèvre L.-V., Letendre J.-B., Lucand J.-L., Malbranche A., Méhu A., Motelay L., Pierrat D., Préaubert E., Ripart, Quincy C., Schmidely A., Timbal-Lagrave E., Tuczkiewicz D., Vendrely X. – Association rubologique. Documents autographiés, accompagnant les centuries de Rubus collectées annuellement ; sont inclus dans cette oeuvre collective les fascicules intitulés : Association pour l'étude des Ronces de France (1873, 1883), Annotations (1876), Diagnoses des espèces ou formes de Rubus distribuées par l'Association rubologique (1877), Liste méthodique des espèces de Rubus distribuées par l'Association rubologique (1878-1894) et Révision des ronces distribuées par l'Association rubologique (1889-1893). Versión de la mayoría de esos documentos disponible en Tela Botanica
- 1874 – Notice sur les travaux bryologiques de Prost dans les environs de Mende (Lozère)
- 1875 – La question de l'espèce et les Évolutionnistes in Bull. Soc. Bot. Fr., 22 : 103-114. en Botanicus
- 1877 – Un nouvel éradicateur pour la récolte des plantes aquatiques in Bull. Soc. Bot. Fr., 24 : 362-363. en Botanicus
- 1877 – Études sur la répartition géographique des Mousses en France. Savy, París. 259 pp.
- 1878 – Recherches de Paléontologie végétale sur le terrain houiller des mines de Bethune (Pas de Calais)
- 1878-1879 – Révision de la Flore des départements du Nord de la France. 3 fasc.
- 1879 – Recherches de Paléontologie végétale sur le terrain houiller des Vosges
- 1880 – Extrait d'une lettre à la SBF in Bull. Soc. Bot. Fr., 27 : 315-316. en Botanicus
- 1882-1883 – Considérations sur l'enseignement des Sciences naturelles en France. 3 fasc.
- 1884 – Les Muscinées de France : Mousses. 800 pp.
- 1885 – Note sur une excursion faite aux escarpements de Robersart, sur la Semoy, le 19 juin 1885 in Bull. Soc. Bot. Fr., 32 : XCVII-C (fasc. session extraordinaire). en Botanicus
- 1885 – De l'influence chimique du sol sur la distribution des espèces végétales in Bull. Soc. Bot. Fr., 32 : XLII-XLVII (fasc. session extraordinaire). en Botanicus
- 1887 – La flore fossile du Bézac près de Saint-Saturnin (Puy-de-Dôme)
- 1887 – Notice sur la flore des Tufs quaternaires de la vallée de la Vis (Hérault)
- 1887 – Notice sur la Flore tertiaire des environs de Privas (Ardèche) in Bull. Soc. Bot. Fr., 34 : 227-239, 255-279. en Botanicus
- 1888 – Notice sur les plantes fossiles des grès de Saint-Saturnin (Maine-et-Loire)
- 1888 – Les arbres, question de botanique générale
- 1890 – Flore pliocène des environs de Théziers (Gard). Ed. Paul Klincksieck, Paris. en Jubilothèque (UMPC) (enlace roto disponible en Internet Archive; véase el historial, la primera versión y la última).
- 1891-1893 – Quelques notes sur l'étude des Rubus en France in Bull. Soc. Bot. Fr., 38 : 336-344 (1891), 40 : 26-34 (1893). Versión en Botanicus : 1891, 1893
- 1893 – De la marche à suivre dans l'étude des Rubus in Bull. Soc. Bot. Fr., 40 : 79-89. en Botanicus
- 1895 – Théorie de l'évolution en botanique
- 1895 – Subdivision de la section Eubatus Fock. (Rubi fruticosi veri Arrhen) in Bull. Soc. Bot. Fr., 42 : 391-417. en Botanicus
- 1898 – Les Rubus de la flore française in Bull. Soc. Bot. Fr., 45 : 497-582. en Botanicus
- 1899 – Flore fossile de Gergovie (Puy-de-Dôme). Librairie des sciences naturelles Paul Klincksieck, París. 82 pp. en Internet Archive. Reeditó Kessinger Publ. LLC, 2010. 102 pp. ISBN 1161172300
- 1900 – Rubus in Rouy G. et Camus E.G., Flore de France, 6 : 30-149, 465. en Tela Botanica. Reeditó BiblioLife: Flore de France; Ou, Description Des Plantes Qui Croissent Spontanment En France, En Corse Et En Alsace-Lorraine, 2010. 526 pp. ISBN 1149372176
- 1901, con Coste H. – Genre 204 : Rubus in Coste H., Flore descriptive et illustrée de la France, de la Corse et des contrées voisine, 2 : 28-47. en Tela Botanica
- 1903 – Le Conopodium denudatum Koch dans le Pas-de-Calais in Bull. Soc. Bot. Fr., 50 : 113-114. en Botanicus
- 1904 – Les Muscinées de Frances : Hépatiques. 400 pp.